# 殘餘風險
殘餘風險是指特定系統，在透過風險控制措施，減少其自然風險或固有風險後，仍無法消除的風險。
計算殘餘風險的公式為 
殘餘風險  = 固有風險 - 風險控制所減少的風險。
此處的風險也可以用威脅 × 脆弱程度或是嚴重性 × 發生率來表示。
可以用座位安全帶來說明殘餘風險。裝設並使用座位安全帶可以減少發生交通事故時的受傷嚴重性以及受傷機率：不過，使用座位安全帶仍有可能受傷，這就是殘餘風險。
以經濟層面來看，殘餘是指「在過程結束時會留下的量」。
在財產權的模型中，殘餘風險是由持份者（Stakeholder）所擁有。

## 外部連結
- Residual Risk Reduction
- Economist.com （页面存档备份，存于）
- Euronuclear.org （页面存档备份，存于）
- R3i.org （页面存档备份，存于）